# Версаль
Верса́ль (фр. Versailles, фр. вимова: [vɛʁˈsɑj] чи [vɛʁˈsaj], Версай) — місто та муніципалітет у Франції, у регіоні Іль-де-Франс, адміністративний центр департаменту Івлін. Населення — 86 307 осіб (2011).
Муніципалітет розташований на відстані близько 17 км на захід від Парижа.

## Географія

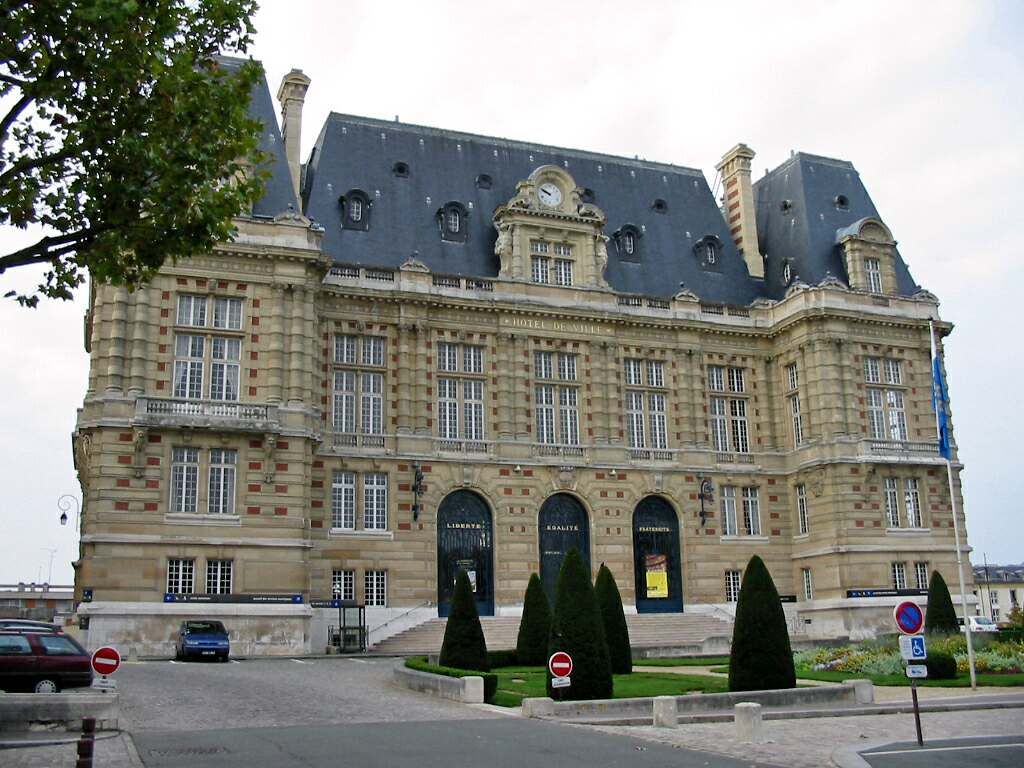
Готель Версаль.

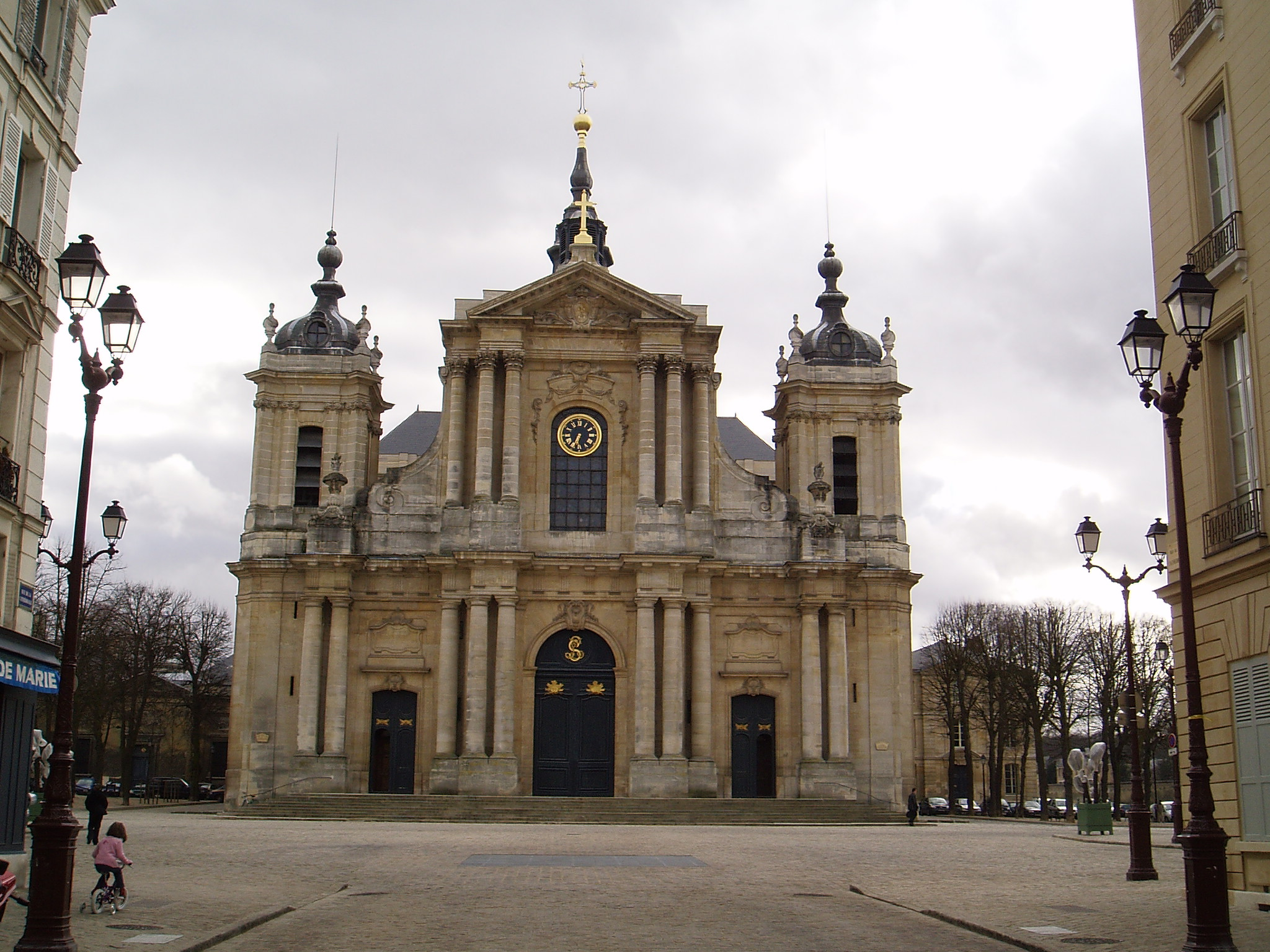
Собор Святого Людовика. Фасад.

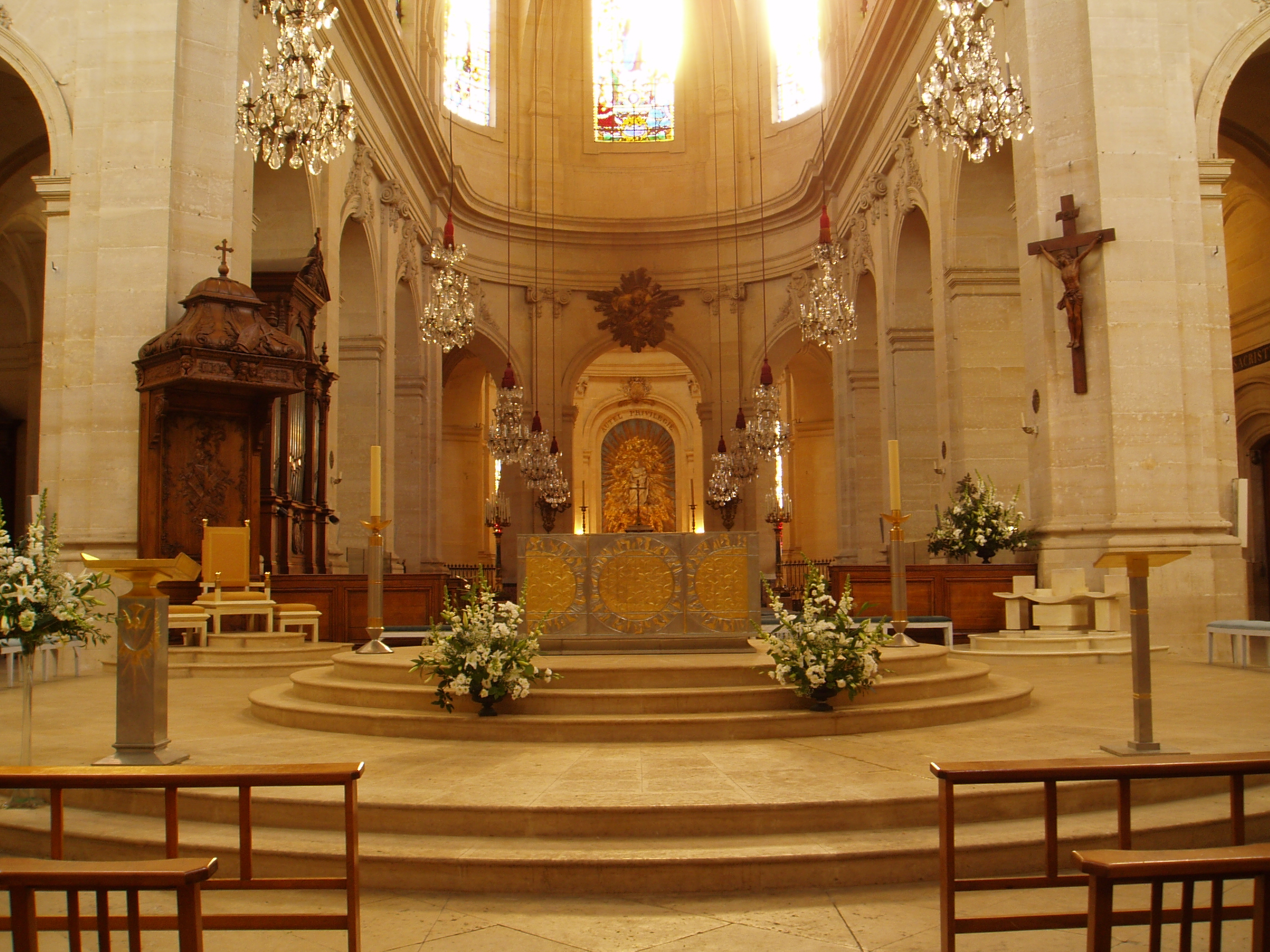
Внутрішній вигляд собору Святого Людовика.

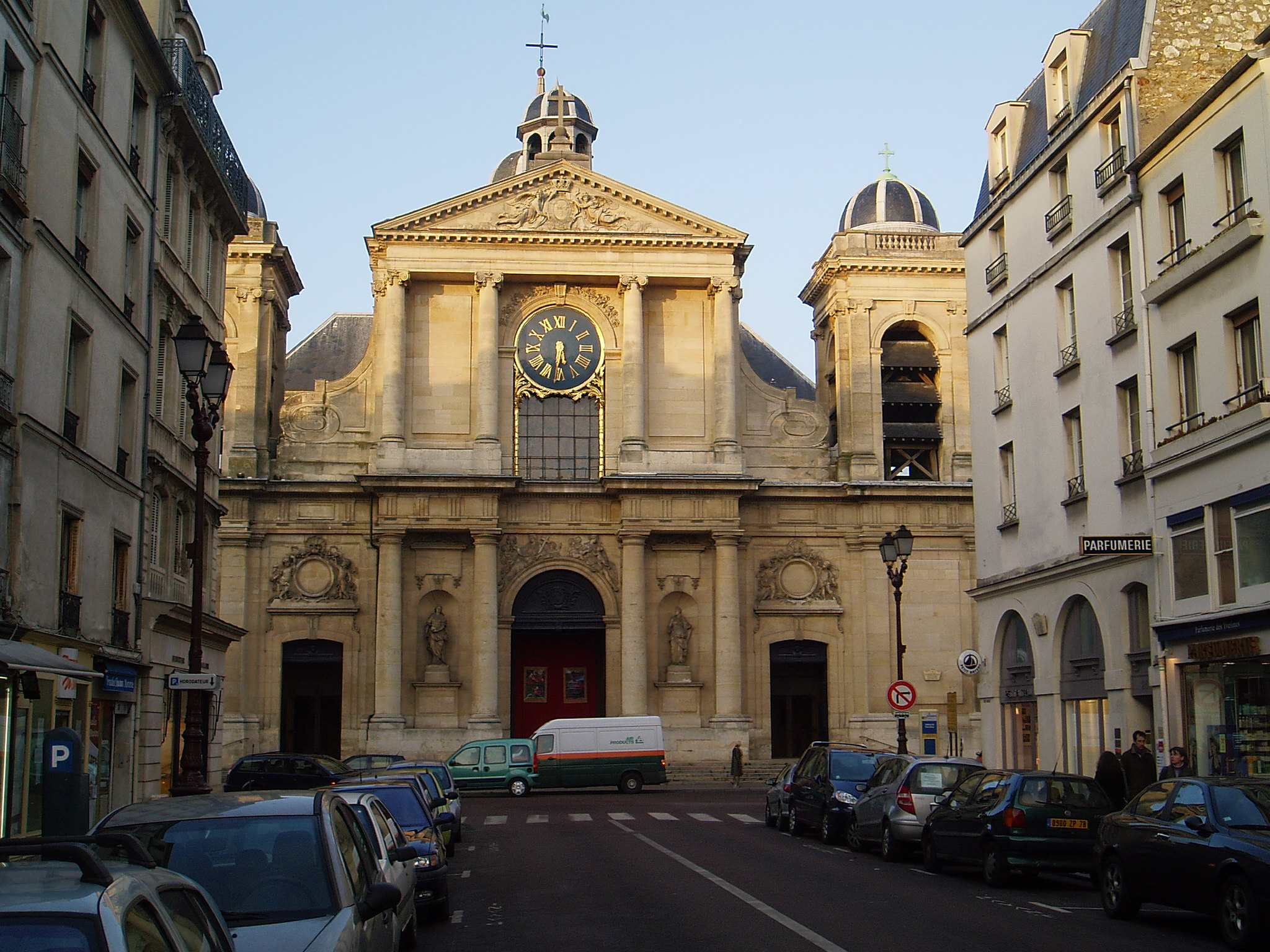
Фасад церкви Нотр-Дам.

Комуна Версаль розташована за 19 км на південний захід від Парижа. Хоча Версаль і є адміністративним центром департаменту Івелін, він розташований не у його центрі а на кордоні з департаментом О-де-Сен.

Версаль межує з комунами — на півночі це Рокенкур і Ле Шасне, на заході — Байллі та Сен-Сір-л'Еколь, на півдні — Гуйанкур, Бюк та Жої-ен-Жоса, а на північному сході з трома комунами департаменту О-де-Сен: Вокрессон, Марн-ла-Сокетт та Віль-д'Авре.

Комунальна територія лежить на вапняковому болотистому плато. На цій території протікають дві невеличких річки — Марівель, що впадає у Сену біля Севра та Ґаллі, що впадає у Мольдру поблизу Бейена. Русла цих річок були змінені під час будівництва Великого каналу для парку Версальського палацу.

Хоча територія комуни сильно урбанізована, але зелені території та парки займають приблизно 50 % комуни. Крім садів, які розташовані у місті ці ділянки включають парк Версальського палацу, який займає західну частину комуни, Версальський ліс на півдні і частину лісу Фоссе-Репозе на кордоні комуни. Забудована частина Версалю поділяється на 6 кварталів:
- Квартал Шантьє (з вокзалом такого ж імені);
- Квартал Сен-Луї, що веде до замку і включає також собор св. Людовика;
- Квартал Нотр-Дам, що розташований семитрично до кварталу Сен-Луї. На його території стоїть церква Нотр-Дам-де-Версаль;
- Квартали Монтройль, Поршефонтан, Клайньї-Ґлайтіньї забудовані жилими будівлями.

Деякі старі квартали на сьогодні вже не існують.

Основне транспортне сполучення відбувається завдяки національній автостраді (колишнє департаментське шосе 10). У Версалі ця автострада закінчується на Пляс-д'Арм під іменем Паризького проспекту, а потім продовжується на захід обходячи замковий парк. Іншими важливим автомагістралями є:
- На півночі — автострада А13 (Нормандська), чиї розв'язки 5 та 6 ведуть до Версалю. Вона продовжується автострадою А12, що обходить комуну з заходу.
- На півдні шосе 286, що проходить вздовж кварталу Саторі і з'єднує автостраду А86 з мостом Кольбер.
- На сході будується західна ділянка автостради А86 у вигляді багаторівневої розв'язки, що має бути здана у експлуатацію у 2009 р.

Також комуна має 5 залізничних пасажирських вокзалів — Версаль-Шантьє, Версаль-Рів-Друа, Монтройль, Версаль-Рів-Ґоше та Поршефонтан. Завдяки цим станціям Версаль має гарне сполучення із Парижем. Найважливіший з них це вокзал Шантьє, що розташований у центрі важливого залізничного вузла. Він має бути посилений у майбутньому відкриттям т. зв. лінії Великого кільця, що з'єднає Версаль з Сен-Жермен-ен-Лайе

## Історія

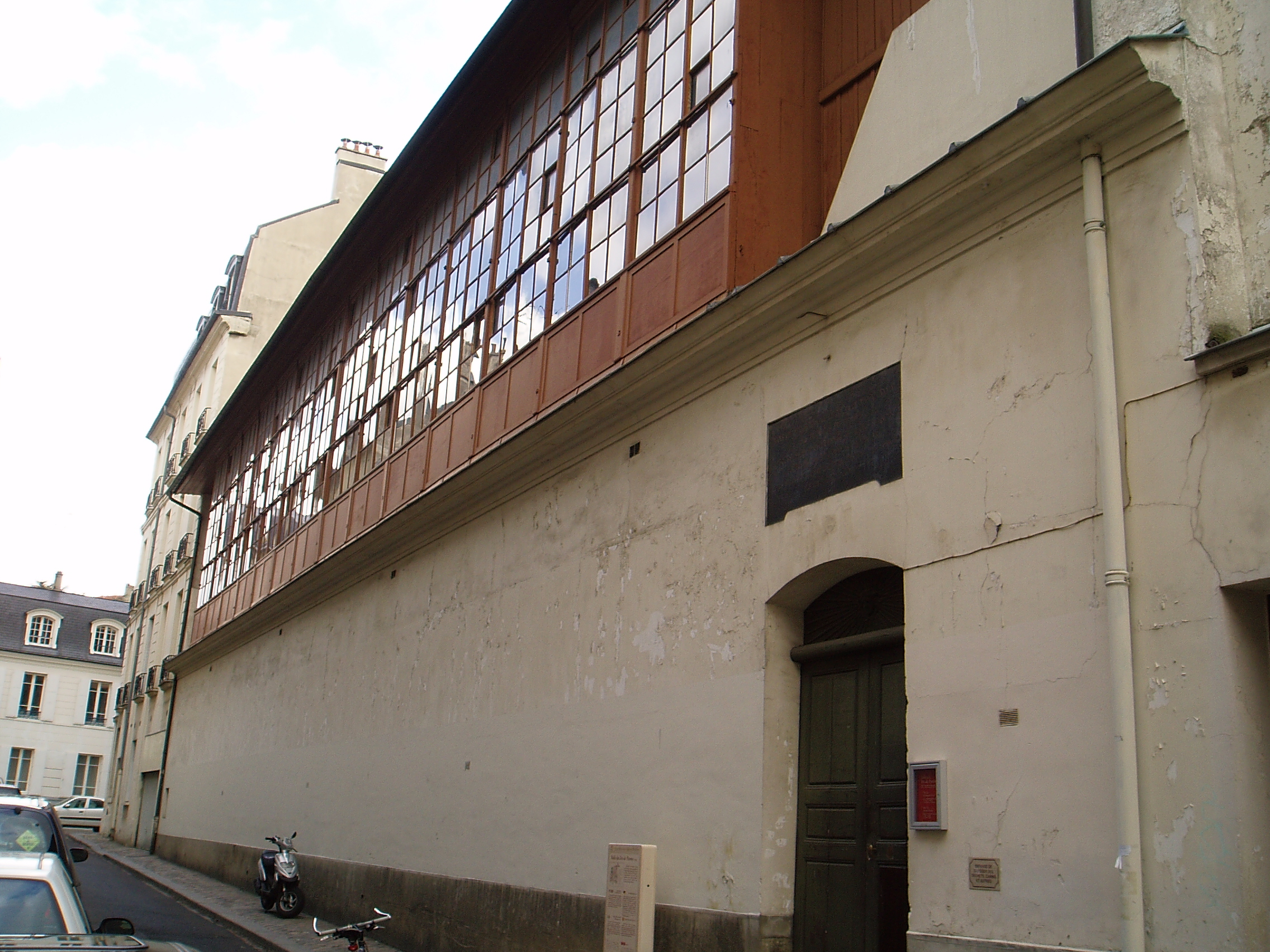
Зал для гри у м'яч.

Версаль вперше згадується у 1038 р., коли у хартії абатства Сен-Пер-де-Шартр згадується Гуго Версальський. До 1678 р., коли Людовик XIV вирішує перенести сюди двір Версаль був невеличким селом з багатими дичиною лісами, що його оточували. Із офіційним перенесенням двору 6 травня 1682 р. місто постійно розбудовується та зростає кількість його населення. На час смерті Короля-Сонце воно становило бл. 30000 осіб, і збільшуючись при всіх наступних королях сягнуло 50000 перед Революцією. План міста був одним з найкращих у той час і став прототипом для будівництва, наприклад, Вашингтона.
Під час революції, місто на короткий час було перейменовано у «Berceau de la Liberté» (від фр. Колиска Свободи). Весь післяреволюційний період Версаль поступово занепадає. Але завдяки перенесенню уряду Тьєра у 1871 р. у Версаль, через повстання Паризької комуни, місто знову набуває значимості і зберігає статус політичного центру до 1879 р., коли уряд повернувся до Парижа. Після цього місто набуває вже слави важливого туристичного центру, який зберігає і досьогодні. Сьогодні, із ростом паризьких передмість і Версаль відчуває на собі економічний та демографічний ріст, будучи частиною Паризької агломерації. Його роль, як судового та адміністративного центру була посилена у 60-70-х рр. ХХ ст., коли Версаль став центром західного передмістя Парижа.

## Освіта
- Університет Версаль-Сен Квентін ан Івелін

## Демографія
Динаміка населення (Cassini і INSEE ·  і   ):
Розподіл населення за віком та статтю (2006):
| Стать | Всього | До 15 років | 15-24 | 25-44  | 45-64  | 65-85 | Понад 85 |
| --- | ------ | ----------- | ----- | ------ | ------ | ----- | -------- |
| Чоловіки | 41 868 | 8462        | 5921  | 12 666 | 8971   | 5209  | 639      |
| Жінки | 45 684 | 8175        | 5869  | 12 259 | 10 256 | 7546  | 1579     |
| \| Статево-вікова піраміда \| Статево-вікова піраміда \| Статево-вікова піраміда \| \| ----------------------- \| ----------------------- \| ----------------------- \| \| Чоловіки \| Вік \| Жінки \| \| 639 \| 85 + \| 1579 \| \| 935 \| 80-84 \| 1735 \| \| 1238 \| 75-79 \| 1811 \| \| 1510 \| 70-74 \| 2049 \| \| 1526 \| 65-69 \| 1951 \| \| 1676 \| 60-64 \| 2004 \| \| 2503 \| 55-59 \| 2772 \| \| 2215 \| 50-54 \| 2694 \| \| 2577 \| 45-49 \| 2786 \| \| 2933 \| 40-44 \| 2959 \| \| 3134 \| 35-39 \| 3006 \| \| 3279 \| 30-34 \| 3006 \| \| 3320 \| 25-29 \| 3288 \| \| 2788 \| 20-24 \| 2955 \| \| 3133 \| 15-20 \| 2914 \| \| 2737 \| 10-14 \| 2543 \| \| 2687 \| 5-9 \| 2677 \| \| 3038 \| 0-4 \| 2955 \| |        |             |       |        |        |       |          |
| Статево-вікова піраміда |        |             |       |        |        |       |          |
| Чоловіки | Вік    | Жінки       |       |        |        |       |          |
| 639 | 85 +   | 1579        |       |        |        |       |          |
| 935 | 80-84  | 1735        |       |        |        |       |          |
| 1238 | 75-79  | 1811        |       |        |        |       |          |
| 1510 | 70-74  | 2049        |       |        |        |       |          |
| 1526 | 65-69  | 1951        |       |        |        |       |          |
| 1676 | 60-64  | 2004        |       |        |        |       |          |
| 2503 | 55-59  | 2772        |       |        |        |       |          |
| 2215 | 50-54  | 2694        |       |        |        |       |          |
| 2577 | 45-49  | 2786        |       |        |        |       |          |
| 2933 | 40-44  | 2959        |       |        |        |       |          |
| 3134 | 35-39  | 3006        |       |        |        |       |          |
| 3279 | 30-34  | 3006        |       |        |        |       |          |
| 3320 | 25-29  | 3288        |       |        |        |       |          |
| 2788 | 20-24  | 2955        |       |        |        |       |          |
| 3133 | 15-20  | 2914        |       |        |        |       |          |
| 2737 | 10-14  | 2543        |       |        |        |       |          |
| 2687 | 5-9    | 2677        |       |        |        |       |          |
| 3038 | 0-4    | 2955        |       |        |        |       |          |

## Адміністративні та державні організації

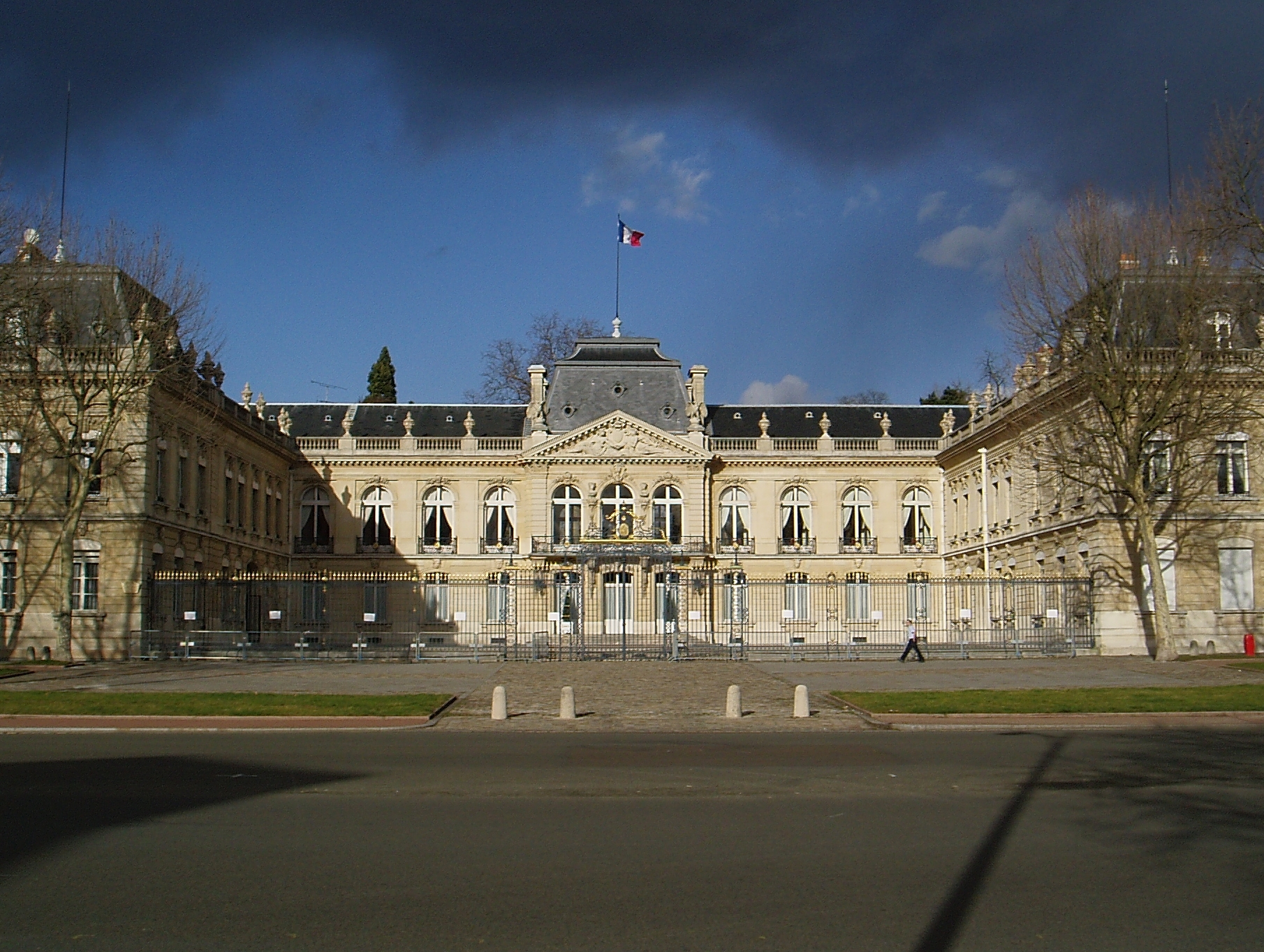
Префектура департаменту Івелін.

Версаль — резиденція префектури департаменту Івелін, супрефектури Версаля та трьох кантонів. Версаль був призначений префектурою департаменту Сена-та-Уаза зі створенням департаментів у 1790. Під час реформи, що призвела до розділення Сени-та-Уази у січні 1968 р., Версаль став префектурою департаменту Івелін, що займає приблизно 40 % площі розформованого департаменту. З 2002 р. місто є членом об'єднання комун Великого Парку (за назвою парку Версальського замку), що об'єднує бл. 150000 мешканців Івеліна, а з 2003 р. — комун Ессон та Бієвре.

З 1972 р. Версаль є центром однієї з трьох академій, адміністративних округів Міністерства освіти, що покриває захід колишнього департаменту Сена-та-Уаза, а саме — Ессон, О-де-Сен, Івелін та Валь-д'Уаз. А з 1975 р. він є також центром апеляційного судового округу, юрисдикція якого розповсюджується на департаменти Ер-і-Луара, О-де-Сен, Валь-д'Уаз та Івелін.

Версаль також є єпархією Католицької церкви, створеної 1790 року, та є суфраганною щодо паризької архієпархії.

### Муніципалітет
У муніципальній раді засідає 53 члена, які були обрані у 2001 р.: 40 представників списку «Союзу за версальців» (фр. «Union pour Versailles»), які на чолі з мером Етьєном Пінтом складають більшість, 7 представників списку «Союзу за відновлення Версалю» (фр. «Union pour le renouveau de Versailles») (праві) на чолі з Анрі де Лесканом та 6 представників списку об'єднаних лівих (фр. «La gauche plurielle pour Versailles») на чолі з Марівонною Кулош-Катц.
| Час перебування на посаді | Ім'я                | Партійна приналежність | Примітки                                            |
| ------------------------- | ------------------- | ---------------------- | --------------------------------------------------- |
| З 2008                    | Франсуа де Мазьер   | DVD                    | вища службова особа                                 |
| З 1995-2008               | Етьєн Пінт          | UMP                    | громадський діяч, депутат                           |
| 1977-1994                 | Андре Дам'єн        | UDF                    | адвокат, член Академії моральних та політичних наук |
| 1947-1976                 | Андре Мійно         |                        | адвокат                                             |
| 1944-1946                 | Еміль Лабейрі       | PCF                    | політичний діяч                                     |
| 1935-1944                 | Ґастон Анрі-Айе     |                        |                                                     |
| 1925-1935                 | Ів Ле Коц           |                        |                                                     |
| 1919-1925                 | Анрі Сен-Мльо       |                        |                                                     |
| 1913-1919                 | Анрі Фредерік Сімон |                        |                                                     |
| 1888-1913                 | Едуард Лефевр       |                        |                                                     |
| 1879-1987                 | Іпполіт Деросін     |                        |                                                     |
| …                         |                     |                        |                                                     |
| 1837-1847                 | Овід Реміллі        |                        |                                                     |
| 1831-1836                 | Луї Гаусманн        |                        |                                                     |
| …                         |                     |                        |                                                     |
| 1790-1790                 | Гіацин Рішо         |                        |                                                     |
| 1789                      | Жан-Франсуа Кост    |                        | головний лікар експедиційного корпусу               |

## Міське будівництво
Версаль був народжений з бажання короля і забудовувався згідно з чітким планом. Нічого не залишилось від села, що було на місці теперішнього міста. Центром плану є Плас д'Арм — площа перед Версальським палацом, на якій сходяться три широких, розташованих віялоподібно, проспекти: у центрі Паризький проспект, проспект Сен-Клу — на півночі та проспект Ско — на півдні. Між цими проспектами розташовані будівлі Королівських стаєнь. Навпроти один одного, розділені центральним проспектом знаходяться квартал Сен-Луї з однойменним собором та квартал Нотр-Дам.
Міське будівництво у Версалі обмежено великою кількістю різноманітних правил, що викликані існуванням великого «захищеного сектора», що обіймає більшу частину кварталів Сен-Луї та Нотр-Дам. До того ж двома третинами комуни управляють різноманітні державні установи (Громадська організація музею та національного округу Версаля, Національний офіс лісів, армія), отже, муніципалітет повністю відповідальний лише 728 га з 2618.

### Цвинтарі
Версаль має чотири цвинтарі — Норт-Дам, Сен-Луї, Гонар та Монтройль.

## Міська економіка
Основними сферами економіки Версаля є:
- Туризм, основним об'єктом якого є замок, що приймає 3 мільйони відвідувачів щорічно;
- Діяльність що пов'язана із державним управлінням та роллю Версаля, як префектури і центру судового округу;
- Діяльність, що пов'язана з національною обороною. Вона розташована в основному у кварталі Саторі.

У Версалі знаходиться Торгово-промислова палата Версаль-Валь-д'Уаза-Івелін, яка управляє портом та Торгово-промислової палати регіону Париж-Іль-де-Франс.

### Основні підприємства
Найбільшими підприємствами Версаля є Некстер, що розташований при таборі Саторі і займається дослідно-конструкторською роботою у сфері озброєнь (в основному танків та бронемашин), а також Сітроен Спорт.
| Назва                                                   | Сфера діяльності                 | Обіг          | Інтернет адреса |
| ------------------------------------------------------- | -------------------------------- | ------------- | --------------- |
| Некстер (фр. Nexter)                                    | Системи озброєння                | 792 000 000 € | Nexter          |
| Клебер Індастріз фр. Kléber Industries), філіал Мішлена | Виробництво промислового каучуку | 80 774 000 €  |                 |
| Люшер Дефенс (фр. Luchaire Défense)                     | Екіпірування                     | 77 751 000 €  |                 |
| Манургін (фр. Manurhin)                                 | Зброя                            | 42 642 000 €  |                 |
| SVTU (Версальська спільнота міського транспорту)        | Міський транспорт                | NC            | Phébus          |

## Спорт

### Велоспорт
Версаль приймав 16 етапів Тур де Франс між 1958 та 1989 роками, з яких етапи 1961, 1972 та 1973 рр. були гонками переслідування.

### Веслувальний спорт
Веслувальний спорт у Версалі об'єднує асоціація «Cercle Nautique de Versailles», яка була заснована у 1908 р. Організація працює при Великому каналі Версальського палацу і організовує на ньому різноманітні міжнародні та національні змагання з веслування.

### Регбі
Регбі, або, як тоді його називали «футбол-регбі», з'являється у Версалі завдяки Атлетичній асоціації ліцею Гоше, у 1893 р. Насьогодні регбійний спорт розвивається навколо Регбі-клубу Версаля та завдяки шкільним командам (наприклад, Сен-Жан Юльст). Починаючи з 2003 р. батьки зі своїми синами можуть займатись регбі щосуботи у клубі «Регбі батьків та синів».

### Кінний спорт
Кінний клуб Версаля, що налічує бл. 1000 учасників, існує вже понад 50 років і щорічно приймає різноманітні національні, регіональні та департаментські кінноспортивні конкурси. Окрім того у Версалі знаходиться Кінна академія Бартаба, яка розташована у Великих стайнях і займається не тільки підготовкою, але й дає кінні вистави.

## Урочистості
Щороку, у червні, муніципалітет Версаля організовує Місяць Мольєра. У цей період на вулицях міста ставляться спектаклі цього автора.

## Міста-побратими
- Нара (Японія)
- Пушкіно (Росія), за 26 км від Санкт-Петербурга
- Канберра (Австралія)

## Економіка
2010 року серед 55 021 особи працездатного віку (15—64 років) 40 119 були активними, 14 902 — неактивними (показник активності 72,9%, у 1999 році було 70,0%). З 40 119 активних мешканців працювало 37 247 осіб (19 888 чоловіків та 17 359 жінок), безробітними було 2872 (1406 чоловіків та 1466 жінок). Серед 14 902 неактивних 8115 осіб було учнями чи студентами, 2447 — пенсіонерами, 4340 були неактивними з інших причин.

У 2010 році в муніципалітеті числилось 35847 оподаткованих домогосподарств, у яких проживали 84949,5 особи, медіана доходів виносила 29 727 євро на одного особоспоживача

## Уродженці
- Олів'є Томер (*1980) — французький футболіст, нападник.
- Ів Брейер (1907-1990) — французький мистець
- Стефан Одран (1932—2018) — французька акторка
- Мехді Ласен (*1984) — відомий алжирський футболіст, півзахисник, фланговий півзахисник.

## Виноски
1. ↑  Зареєстроване населення 2021. Національний інститут статистики і економічних досліджень Франції. 29 грудня 2023.
2. ↑  Кількість населення у 2011 році. INSEE. Процитовано 28 вересня 2014.(фр.)
3. ↑  Фізичні відстані розраховані за координатами муніципалітетів
4. ↑  http://cassini.ehess.fr/ Population avant le recensement de 1962, наведено за французькою вікіпедією
5. ↑  INSEE: Population depuis le recensement de 1962, наведено за французькою вікіпедією
6. ↑  Versailles sur le site de l'INSEE, наведено за французькою вікіпедією
7. ↑  Populations légales 2006 de la commune, наведено за французькою вікіпедією
8. ↑  Population selon le sexe et l'âge...2006 [Населення за статтю та віком...2006] (фр.) . INSEE. Архів оригіналу за 4 вересня 2012. Процитовано 27 червня 2011.
9. ↑  lentreprise.com [Архівовано 2007-01-10 у Wayback Machine.](фр.)
10. ↑  Base chiffres clés : emploi - population active 2010 [Базисні показники: зайнятість та активність населення в 2010 році] (фр.) . INSEE. Процитовано 15 листопада 2013. (наближені дані, в 1999 році тимчасова зайнятість врахована частково)
11. ↑  Revenus fiscaux des ménages en 2010 [Оподатковані доходи домогосподарств у 2010 році] (фр.) . INSEE. Процитовано 18 жовтня 2013. Діти та онуки які проживали у двох місцях враховані як 0,5 особи в обох місцях проживання. Перша особа у домогосподарстві це один особоспоживач (ОС), інші дорослі — по 0,5 ОС, діти до 14 років — по 0,3 ОС.